# Duma Boko
Duma Gideon Boko (31 december 1969) is sinds november 2024 president van Botswana. Hij is een Botswaanse politicus en advocaat en sinds 2012 leider van de Umbrella for Democratic Change (UDC). Van 2014 tot 2019 was hij oppositieleider in de Nationale Vergadering.
In 2010 nam Duma Boko het voorzitterschap van de Botswana National Front (BNF) over. Hij leidde de oprichting van de UDC, een alliantie van de belangrijkste oppositiepartijen in Botswana. Als leider van de alliantie nam hij deel aan de algemene verkiezingen van 2014 en 2019.
Tijdens de algemene verkiezingen op 1 november 2024 behaalde de Botswana Democratic Party (BDP) voor het eerst sinds de onafhankelijkheid in 1966 geen absolute meerderheid. De zittende president, Mokgweetsi Masisi, droeg daarop de regeringsmacht over aan de UDC, waarna Duma Boko werd ingezworen als zijn opvolger.
- International Standard Name Identifier: 0000 0000 4665 3585
- Library of Congress Control Number: no2002030389
- Virtual International Authority File: 46427463